# Hatillo (Puerto Rico)
Hatillo és un municipi de Puerto Rico localitzat a la costa nord de l'illa. Limita amb l'oceà Atlàntic pel nord i amb els pobles de  Lares i Utuado pel sud, amb Arecibo per l'est i amb Camuy per l'oest. Forma part de l'Àrea metropolitana de Sant Juan-Caguas-Guaynabo.
El municipi està dividit en 10 barris: Aibonito, Barrio Pueblo, Bayaney, Buena Vista, Campo Alegre, Capáez, Carrizales, Corcovado, Hatillo Pueblo i Naranjito.